# Leubald
Leubald fue un intento del compositor Richard Wagner para escribir un drama trágico al estilo de William Shakespeare. Le ocupó durante los años 1827 y 1828 mientras estaba en la escuela, primero en Dresde y más tarde en Leipzig. La obra combina elementos de Hamlet, El rey Lear, Macbeth y Ricardo III, con influencias de Goethe y Heinrich von Kleist. El crítico Theodor Adorno afirmó:

Leubald [and Wagner's other early writings] are all of a piece with those plays of which high-school pupils are wont to write in their exercise books the title, the Dramatis Personae, and the words 'Act I'.
Leubald [y el resto de primeros escritos de Wagner] son de una sola pieza con cuyas obras los alumnos de educación secundaria suelen escribir el título en sus libros de ejercicios, el Dramatis Personae, y las palabras "Acto I".

No está claro si, ni de qué manera, Wagner pretendía ajustar este texto a la música, pero el deseo de hacerlo así, podría haber sido el factor que le llevó estudiar la composición. No se conserva música de la obra, pero su texto existe. Se ha conjeturado que el personaje de Adriano la posterior ópera de Wagner Rienzi está basado de manera reconocible en el de Leubald de su primer drama.